# Wiembecke (Berlebecke)

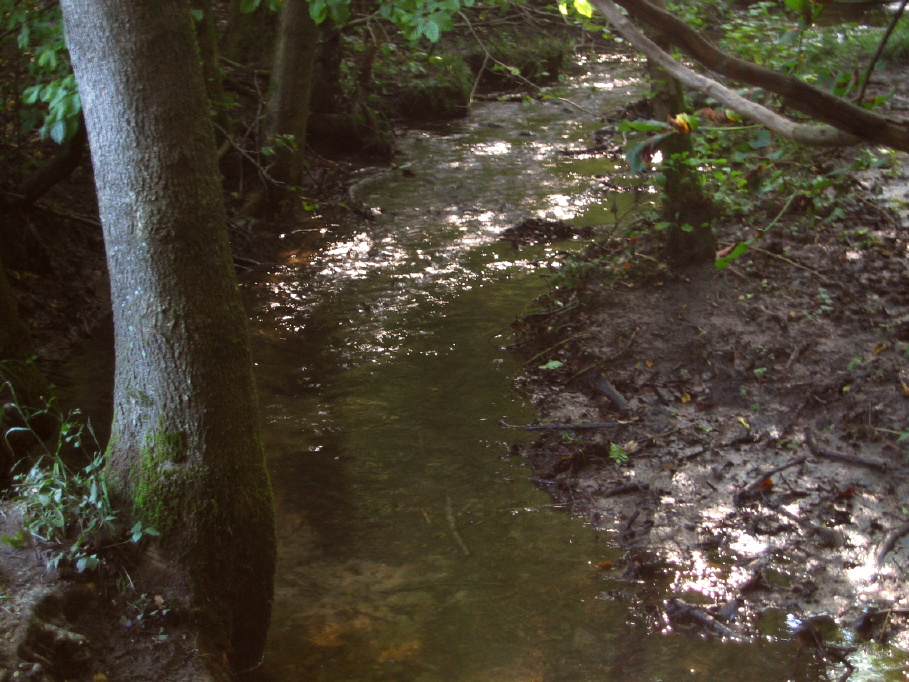
Die Wiembecke etwa 1 km unterhalb ihres Quellbereichs im Naturschutzgebiet „Wiembecketal“

Die Wiembecke oder Wiembeke ist ein 18,2 km langer, orografisch linker Nebenfluss der Werre, bzw. nach den traditionellen Namensverwendungen ein rechter Zufluss der Berlebecke im Teutoburger Wald. Der Bach entspringt westlich der Externsteine und vereinigt sich in Detmold-Heiligenkirchen mit der Berlebecke. Ab hier wird das Gewässer traditionell als Berlebecke, im Zentrum von Detmold dann als Knochenbach bezeichnet, aber hydrografisch (GKZ und Stationierung) der Wiembecke zugerechnet, die nach dieser Definition in Detmold in die Werre mündet und am Zusammenfluss 700 m länger ist als diese.

## Geografie

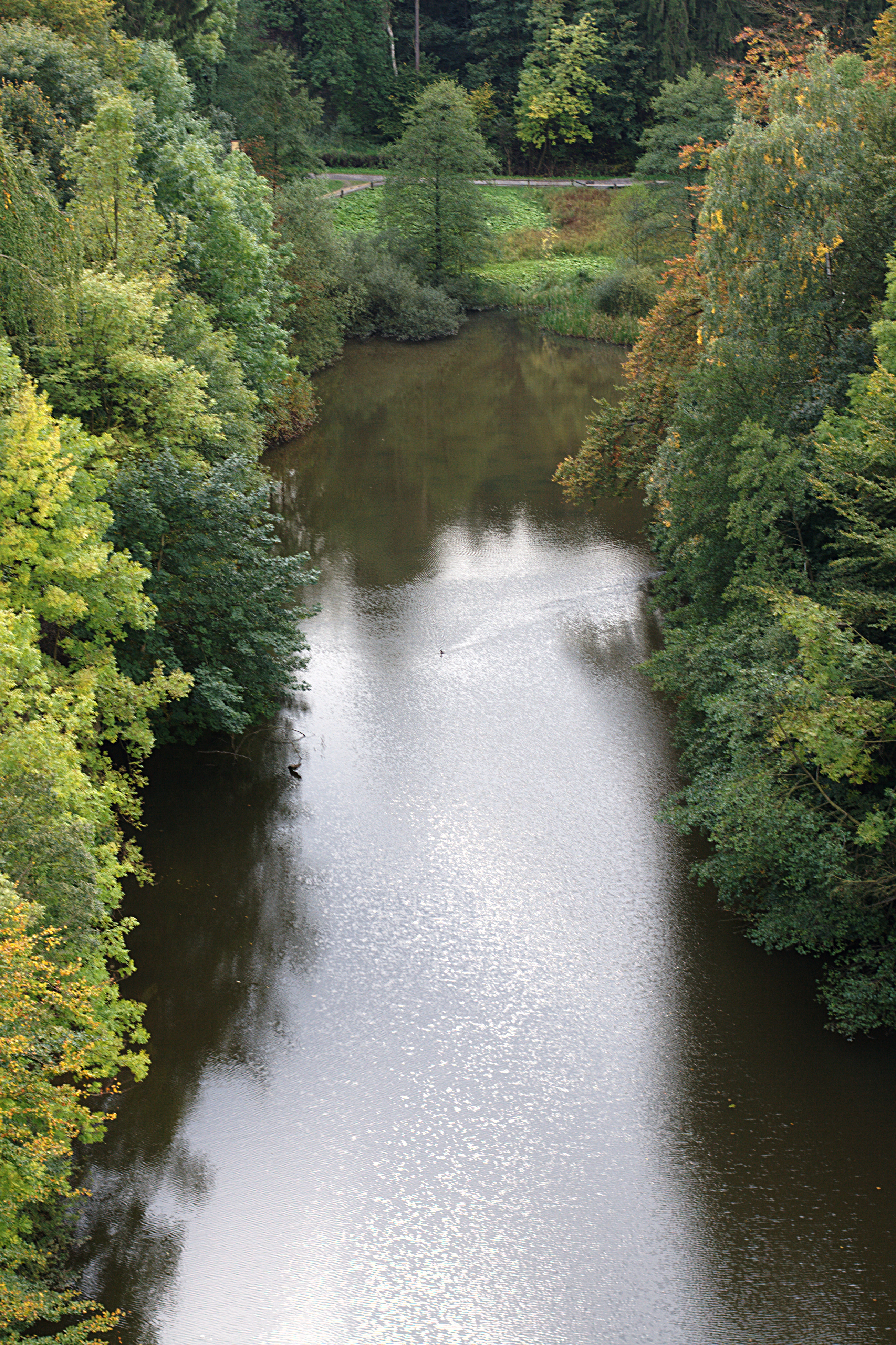
An den Externsteinen ist der Bach zum „Wiembecketeich“ aufgestaut, Blick bachaufwärts

### Verlauf
Die Wiembecke entspringt nördlich des Barnackens an der Nordflanke des Teutoburger Waldes, welcher Teil der Rhein-Weser-Wasserscheide ist. Die Wiembecke fließt so über die Werre der Weser zu, während Gewässer, die wenige hundert Meter weiter südwestlich entspringen, letztendlich in den Rhein münden. An den Externsteinen ist die Wiembecke zu einem Teich aufgestaut.
Ein großer Teil des weitgehend naturnahen oberen Bachlaufes steht auf einer Länge von gut 3,5 km von der Quelle bis zur Stadtgrenze Horn-Bad Meinberg/Detmold im Rahmen des NSG Wiembecketal unter Naturschutz.
Die Wiembecke passiert nach den Externsteinen die Kleinstadt Horn-Bad Meinberg. Hier wendet sie ihren Lauf von der ursprünglich nordöstlichen Fließrichtung nach Nordwesten. Ihr weiterer Weg führt sie an den Ortschaften Fromhausen und Hornoldendorf nach Heiligenkirchen, wo sie auf 158 m ü. NN die von Süden kommende Berlebecke aufnimmt.
Die Wiembecke überwindet einen Höhenunterschied von 185 m. Sie entwässert ein 47,12 km² großes Einzugsgebiet.

### Nebenflüsse
Flussabwärts betrachtet:
- Zangenbach – 4,7 km langer, rechter Nebenfluss auf 225 m ü. NN, Einzugsgebiet: 4,267 km²
- Stadtgraben – 4,02 km langer, rechter Nebenfluss auf 200 m ü. NN
- Holzhauser Bach – 2,78 km langer linker Nebenfluss auf 180 m ü. NN
- Hudebach – 0,67 km langer, rechter Nebenfluss auf 173 m ü. NN
- Amselbach – 0,37 km langer, rechter Nebenfluss auf 160 m ü. NN

(Alle Längenangaben gemäß Landesvermessungsamt Nordrhein-Westfalen)

## Umwelt

### Gewässergüte
Die Wiembecke wird im gesamten Verlauf als kritisch belastet bis stark verschmutzt der Güteklasse II-III bis III zugeordnet.
Das Gewässer wird außer über seine Nebenflüsse und diffuse Schadstoffeinträge durch die Abwässer aus der
Kläranlage Horn beeinträchtigt.
Um Hornoldendorf, Heiligenkirchen und Detmold vor Hochwasser zu schützen, ist seit den 70er Jahren ein Hochwasserrückhaltebecken (HRB) zwischen Horn und Hornoldendorf geplant.
Allerdings gibt es von den größten Umweltverbänden, sowie von verschiedenen anderen namhaften Bürgerorganisationen und von privaten Bürgern Detmolds, Widerstand gegen das Hochwasserrückhaltebecken, das sie als Konzept veraltet und naturzerstörend betrachten. Als zeitgemäße Alternative schlagen sie am selben Standort z. B. die Schaffung einer Aue vor, die das Gelände ökologisch aufwerten und den Hochwasserschutz ebenfalls gewährleisten würde.

### Fischsterben
Im Jahr 2004 kam es zu einem Fischsterben in der Wiembecke. Es wurde durch abfließendes Löschwasser bei der Bekämpfung eines Schwelbrandes von Holzabfällen auf dem Gelände eines holzverarbeitenden Unternehmens in Horn verursacht.